# Ámame esta noche
Ámame esta noche (en inglés: Love Me Tonight) es una película de comedia musical pre-code estadounidense de 1932 producida y dirigida por Rouben Mamoulian, con música de Richard Rodgers y Lorenz Hart. Está protagonizada por Maurice Chevalier como un sastre que se hace pasar por un noble y Jeanette MacDonald como una princesa de la que se enamora. También está protagonizada por Charles Ruggles como un noble sin un centavo, junto con Charles Butterworth y Myrna Loy como miembros de su familia.
La película es una adaptación de Samuel Hoffenstein, George Marion Jr. y Waldemar Young de la obra Le Tailleur au château («El sastre en el castillo») de Paul Armont y Léopold Marchand. Cuenta con canciones clásicas de Rodgers y Hart como «Love Me Tonight», «Isn't it Romantic?», «Mimi» y «Lover». «Lover» no se canta de forma romántica, como suele ser en los clubes nocturnos, sino de manera cómica, ya que el personaje de MacDonald intenta controlar a un caballo rebelde. La puesta en escena de «Isn't it Romantic?» fue revolucionaria para su época, combinando canto y montaje, ya que la canción se pasa de un cantante (o grupo de cantantes) a otro, todos los cuales se encuentran en diferentes lugares.
En su libro Hollywood in the Thirties, John Baxter declara que: «Si hay un musical mejor de los años treinta, uno se pregunta cuál puede ser.» En 1990, Ámame esta noche fue seleccionada para su conservación en el Registro Nacional de Cine de los Estados Unidos por la Biblioteca del Congreso por ser «cultural, histórica o estéticamente significativa».

## Sinopsis
La historia describe un encuentro entre un sastre parisino llamado Maurice Courtelin (Chevalier) y una familia de aristócratas locales. Entre ellos se encuentran el vizconde Gilbert de Varèze (Ruggles), que debe a Maurice una gran cantidad de dinero por trabajos de sastrería; el tío de Gilbert, el duque de Artelines (C. Aubrey Smith), el patriarca de la familia; Valentine (Loy), la sobrina hambrienta de hombres de d'Artelines; y su otra sobrina de 22 años, la princesa Jeanette (MacDonald), que ha estado viuda durante tres años. D'Artelines no ha podido encontrar a Jeanette un nuevo marido de la edad y el rango adecuados. La casa también incluye tres tías y un pretendiente ineficaz, el conde de Savignac (Butterworth).
Maurice confecciona ropa a medida para De Varèze a crédito, pero las facturas de sastrería impagas del vizconde se vuelven intolerables, por lo que Maurice viaja al castillo de De Savignac para cobrar el dinero que se le debe. En el camino, tiene un enfrentamiento con la princesa Jeanette. Inmediatamente le profesa su amor, pero ella lo rechaza con altivez.

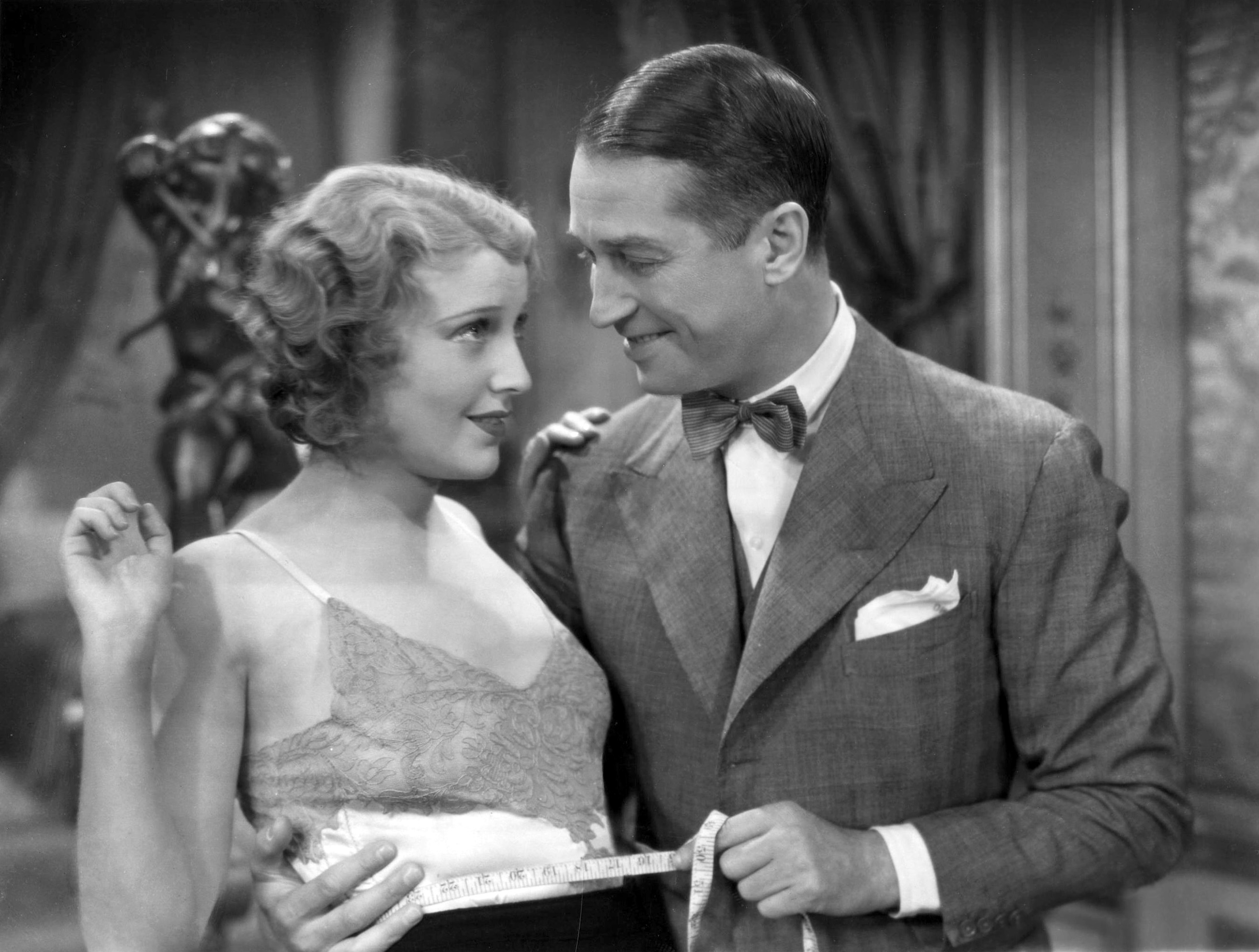
Jeanette MacDonald y Maurice Chevalier.

Cuando Maurice llega al castillo, Gilbert lo presenta como el «Barón Courtelin» para ocultar la verdad al conde. Maurice teme este plan al principio, pero cambia de opinión cuando ve a Jeanette. Mientras permanece en el castillo, despierta el deseo de Valentine, encanta al resto de la familia excepto a Jeanette, salva la vida de un ciervo durante una cacería y continúa cortejando a Jeanette. El conde de Savignac descubre que el título Maurice es falso, pero luego afirma que Maurice es un miembro de la realeza que viaja de incógnito por razones de seguridad. Finalmente, Jeanette sucumbe a los encantos de Maurice, diciéndole «Quienquiera que seas, seas lo que seas, estés donde estés, te amo».
Cuando Maurice crítica al sastre de Jeanette, la familia lo confronta por su rudeza, solo para sorprenderlo a él y a Jeanette a solas, con Jeanette parcialmente desnuda. Maurice explica que está rediseñando el traje de montar de Jeanette, y lo demuestra al alterarlo con éxito, pero en el proceso se ve obligado a revelar su verdadera identidad. A pesar de su promesa anterior, Jeanette se aparta de él y corre a su habitación al enterarse de que es un plebeyo. Toda la casa está indignada y Maurice se va. Sin embargo, mientras un tren lo lleva de regreso a París, Jeanette lucha con sus miedos, finalmente se da cuenta de su error y alcanza al tren a caballo. Cuando el maquinista se niega a detener el tren, se adelanta y se para en la vía. El tren se detiene, Maurice salta y los dos amantes se abrazan mientras el vapor del tren los envuelve.

## Reparto
- Maurice Chevalier como Maurice, barón Courtelin;
- Jeanette MacDonald como la princesa Jeanette;
- Charles Ruggles como el vizconde Gilbert de Varèze (como Charlie Ruggles);
- Charles Butterworth como el conde de Savignac;
- Myrna Loy como la condesa Valentine;
- C. Aubrey Smith como el duque d'Artelines;
- Elizabeth Patterson como la primera tía;
- Ethel Griffies como la segunda tía;
- Blanche Friderici como la tercera tía (como Blanche Frederici);
- Joseph Cawthorn como el doctor Armand de Fontinac (como Joseph Cawthorne);
- Robert Greig como el mayor Domo Flammand;
- Bert Roach como Émile;
- George "Gabby" Hayes como el tendero.

## Números musicales
- «That's the Song of Paree»
- «Isn't It Romantic?»
- «Lover»
- «Mimi»
- «A Woman Needs Something Like That»
- «I'm an Apache»
- «Love Me Tonight»
- «The Son of a Gun Is Nothing but a Tailor»
- «The Man for Me» (desaparecida antes de que se estrenara la película)
- «Give Me Just a Moment» (eliminada antes de que se completara la película)

## Censura en 1934
Para la posproducción del relanzamiento post-code (después de 1934), Ámame esta noche se redujo a 96 minutos. Los ocho minutos de metraje que faltan nunca se han restaurado y se presume que se han perdido. Las eliminaciones conocidas incluyen la parte de Myrna Loy de la repetición de «Mimi», ya que según las restricciones del Código de Producción, su negligé se consideró demasiado revelador.

## Listas del American Film Institute
- AFI's 100 años... 100 sonrisas - Nominada[4]
- AFI's 100 años... 100 pasiones - Nominada[5]
- AFI's 100 años... 100 canciones:
  - «Isn't it Romantic?» - #73
- AFI's 100 años de musicales - Nominada[6]

## Relanzamiento
Ámame esta noche fue lanzada como DVD a través de Kino International el 25 de noviembre de 2003. Las características adicionales incluyeron extractos de guiones de escenas eliminadas, comentarios de audio de Miles Kreuger (fundador y presidente del Institute of the American Musical, Inc. y también un buen amigo de Rouben Mamoulian), documentos de producción, registros de censura y actuaciones de Maurice Chevalier (Louise) y Jeanette MacDonald (Love Me Tonight) del corto de 1932 Hollywood on Parade. No existen versiones pre-code sin censura de la película original.